# Gliese 900
Gliese 900 est un système stellaire triple situé à environ 68 années-lumière dans la direction des Poissons.

## Composition du système
Le système est composé de trois étoiles :
- Une étoile principale de type K, identifiée comme Gliese 900 A, qui est plus froide et moins lumineuse que notre Soleil[1].
- Deux naines rouges, désignées Gliese 900 B et Gliese 900 C, qui forment un système binaire. Ces étoiles ont des caractéristiques similaires, étant toutes deux de type spectral M[2].

## Orbite et dynamique
Les deux naines rouges (Gliese 900 B et C) orbitent l'une autour de l'autre avec une période d'environ 36 ans. Ce système binaire orbite à son tour autour de l'étoile principale Gliese 900 A avec une période d'environ 80 ans. La dynamique de ce système est intéressante en raison de l'interaction gravitationnelle entre les trois étoiles.

## Propriétés physiques
- La magnitude apparente de Gliese 900 est de 9.546, ce qui la rend invisible à l'œil nu depuis la Terre[5].
- Sa magnitude absolue est de 7.95[6].
- Le type spectral de l'étoile principale est K5-7, ce qui signifie qu'elle est légèrement plus chaude que les étoiles de type M[7].

## Exoplanète
Une exoplanète a été détectée autour de Gliese 900. Bien que les détails sur cette planète soient encore limités, elle suscite un intérêt particulier en raison de sa proximité avec un système stellaire.

## Observations
Gliese 900 a été observée à plusieurs reprises par divers télescopes, y compris le Wide-field Infrared Survey Explorer (WISE), qui a permis de mieux comprendre sa structure et ses propriétés.